# Ermite

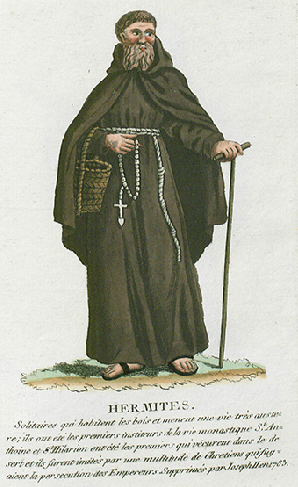
Ermite : « Solitaires qui habitent les bois et mènent une vie très austère, ils ont été les premiers instituteurs de la vie monastique. St Antoine et St Hilarion ont été les premiers qui vécurent dans le désert et ils furent imités par une multitude de chrétiens qui fuyaient la persécution des empereurs. Supprimés par Joseph II en 1765 ».

Pour les articles homonymes, voir Ermite (homonymie).
L'ermite (autrefois orthographié Hermite) est une personne (dans les religions catholique et orthodoxe,  souvent un moine) qui a fait le choix d'une vie spirituelle dans la solitude et le recueillement. Les ermites étaient à l'origine appelés « anachorètes » (du grec ancien : ἀναχωρέω), l'anachorétisme (érémitisme) étant l'opposé du cénobitisme.
L'ermite partage le plus souvent sa vie entre la prière, la méditation, l'ascèse et le travail. Dans l'isolement volontaire, il est à la recherche ou à l'écoute de vérités supérieures ou de principes essentiels. L'expérience érémitique, dans sa composante spirituelle, s'approche souvent du mysticisme.
Le mot ermite vient du latin ĕrēmīta, latinisation du grec ἐρημίτης ( erēmitēs ), « du désert », qui à son tour vient de ἔρημος (erēmos), signifiant « désert », « inhabité », d'où « habitant du désert » ; son adjectif est « érémitique ».

## Définitions

### Principes
Dans la tradition chrétienne, la vie érémitique est une forme primitive de vie monastique qui a précédé le cénobitisme. Au chapitre 1, la Règle de saint Benoît répertorie les ermites comme une des quatre sortes de moines. Dans l'Église catholique romaine, outre les ermites membres d'institutions religieuses, le droit canonique (canon 603) reconnaît aussi les ermites diocésains, sous la direction d'un évêque. Il en est de même dans l'Église anglicane, y compris dans l'Église épiscopalienne des États-Unis ; dans le droit canonique de l'Église épiscopalienne, les ermites sont toutefois appelés « solitaires ».
Dans le christianisme, le terme était à l'origine appliqué à un chrétien qui vivait la vie érémitique par conviction religieuse, soit la spiritualité dans le désert, tel que décrit dans l'Ancien Testament : les 40 ans d'errance dans le désert qui étaient censés provoquer un changement d'âme.
Souvent, à la fois dans la littérature religieuse et laïque, le terme « ermite » est utilisé pour tout chrétien vivant une vie isolée centrée sur la prière, et est souvent interchangeable avec les termes anachorète, reclus et « solitaire ». D'autres religions, comme le bouddhisme, l'hindouisme, l'islam (soufisme) et le taoïsme, ont également des ermites dans le sens d'individus vivant une forme de vie ascétique.
Dans l'usage courant moderne, « ermite » désigne toute personne vivant à l'écart du reste de la société, ou participant simplement à moins d'événements sociaux, pour quelque raison que ce soit.

### Érémitisme et vie monastique
Dans l'Église catholique, les chartreux et les camaldules organisent leurs monastères comme des groupes d'ermitages où les moines vivent la majeure partie de leur journée et de leur vie dans la prière et le travail solitaires, ne se rassemblant que brièvement pour la prière communautaire et seulement occasionnellement, pour les repas et les loisirs communautaires. Les ordres cisterciens, trappistes et carmélites, qui sont essentiellement de nature communautaire, permettent aux membres qui ressentent un appel à la vie érémitique, après avoir vécu des années dans le cénobitisme ou la communauté du monastère, de déménager dans une cellule appropriée comme ermitage, sur les terres du monastère. De nombreux ermites ont choisi cette vocation comme alternative à d'autres formes de vie monastique.

### Moine gyrovague
Le moine gyrovague (du latin ecclésiastique gyrovagus), que l'on peut rapprocher de l'ermite, est un moine errant et mendiant. À l'origine, il s'agissait de moines errants grecs qui vivaient d'aumônes et n'avaient pas de demeure fixe.
On retrouve cette tradition du moine errant encore présente en Inde, avec les sadhus ou moines shivaïtes, qui inspirent à la fois respect et crainte auprès de la population ; ces hommes ont parfois délaissé une situation confortable par esprit de renoncement, vivent d'aumônes, dorment au bord des routes, se déplacent pour de longs pèlerinages et s'adonnent à de sévères austérités. Tous les douze ans, en quatre endroits et à des dates différentes, les sadhus convergent de toute l'Inde vers l'un des plus grands rassemblements spirituels sur terre, la maha kumbh mela.

### Reclus, recluses et recluseries

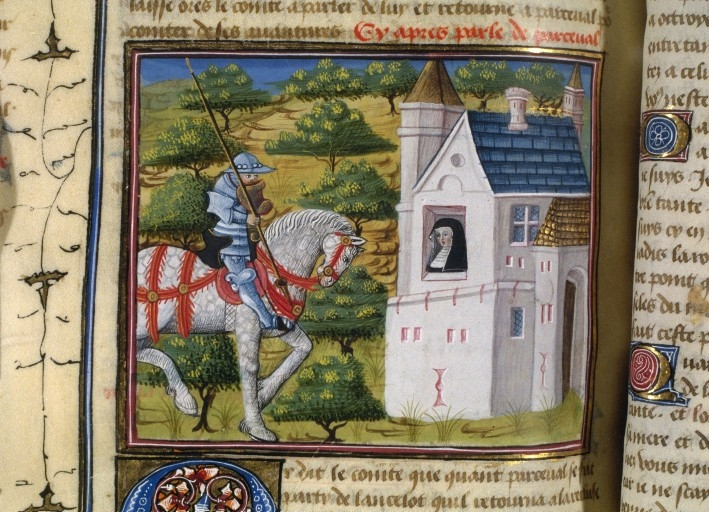
Perceval à la Recluserie, illustration d'un manuscrit de Poitiers du XVe siècle, BnF.

Par idéal religieux, le reclus, ou la recluse (car historiquement les recluses furent plus nombreuses que les reclus) s'enferme dans une cellule et choisit d'y vivre, pour un temps déterminé ou pour la vie, sans jamais en sortir. Il se nourrit de ce qu'on veut bien lui apporter.

## Historique de l'érémitisme chrétien
Pour les chrétiens, l'ermite recherche la solitude et le silence pour mieux trouver Dieu, faire la vérité sur lui-même et lutter contre les tentations, à l'image du Christ qui s'est retiré dans le désert pour prier à plusieurs reprises.

### Origines

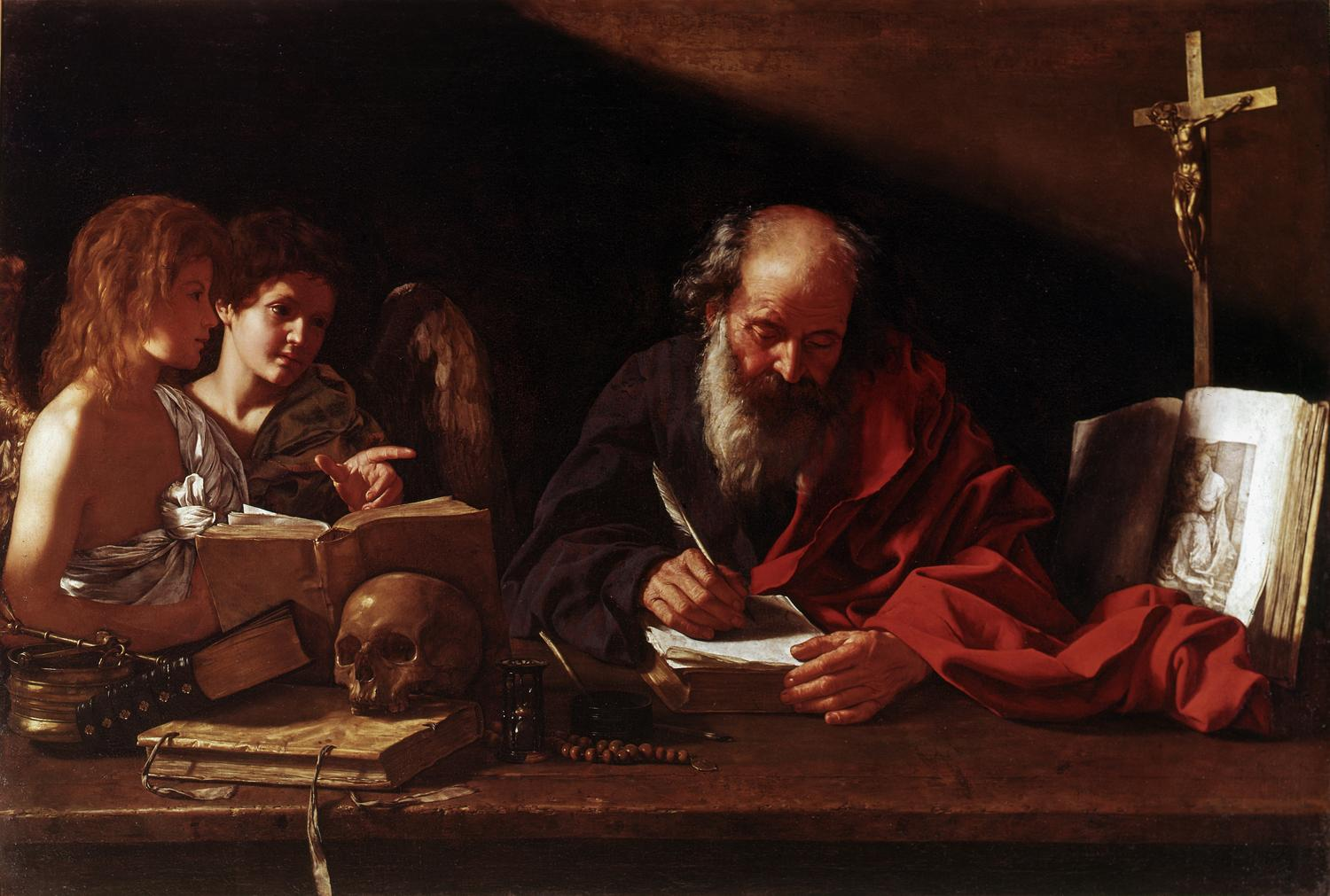
Saint Jérôme, qui a vécu comme un ermite près de Bethléem, représenté dans son étude en train d'être visité par deux anges (Bartolomeo Cavarozzi, début du XVII).

Du point de vue religieux, l'érémitisme est une forme d'ascèse qui est déjà pratiquée dans l'Inde antique avec le Vanaprastha (ermite forestier) et le Shramana (moine errant).
La fin des grandes persécutions contre les chrétiens sous Constantin, marque également la fin de la voie royale pour accéder à la sainteté, à savoir le martyre. Sans que le phénomène soit réduit à cette explication, elle n'est pas étrangère au développement de l'érémitisme chrétien dès les premiers siècles du christianisme, nouveau moyen pour les âmes d'élite d'accéder à la sainteté. Ces anachorètes (du grec anakhôrein, se retirer) s'infligent de rudes privations afin de lutter contre les tentations. Le premier ermite connu de la chrétienté est saint Paul Ermite (229-342) et non pas Antoine le Grand (vers 250-356), Égyptien aisé qui vers l'âge de vingt ans part s'établir dans le désert de Haute-Égypte, dans la région de Thèbes. Il est popularisé dès sa mort par Athanase d'Alexandrie (saint Athanase) qui écrit le récit de sa vie, et de nombreux ermites suivent son exemple dès la fin du IIIe siècle en se retirant dans le désert. On appelle les plus connus d'entre eux les Pères du désert. Le stylite est un anachorète pratiquant une ascèse extrême au sommet d'une ruine ou d'une colonne.
Un antécédent de l'érémitisme égyptien peut avoir été le solitaire syrien ou « fils de l'alliance » (en araméen, bar qəyāmā) qui s'infligea des disciplines spécifiques en tant que chrétien.

### Moyen Âge

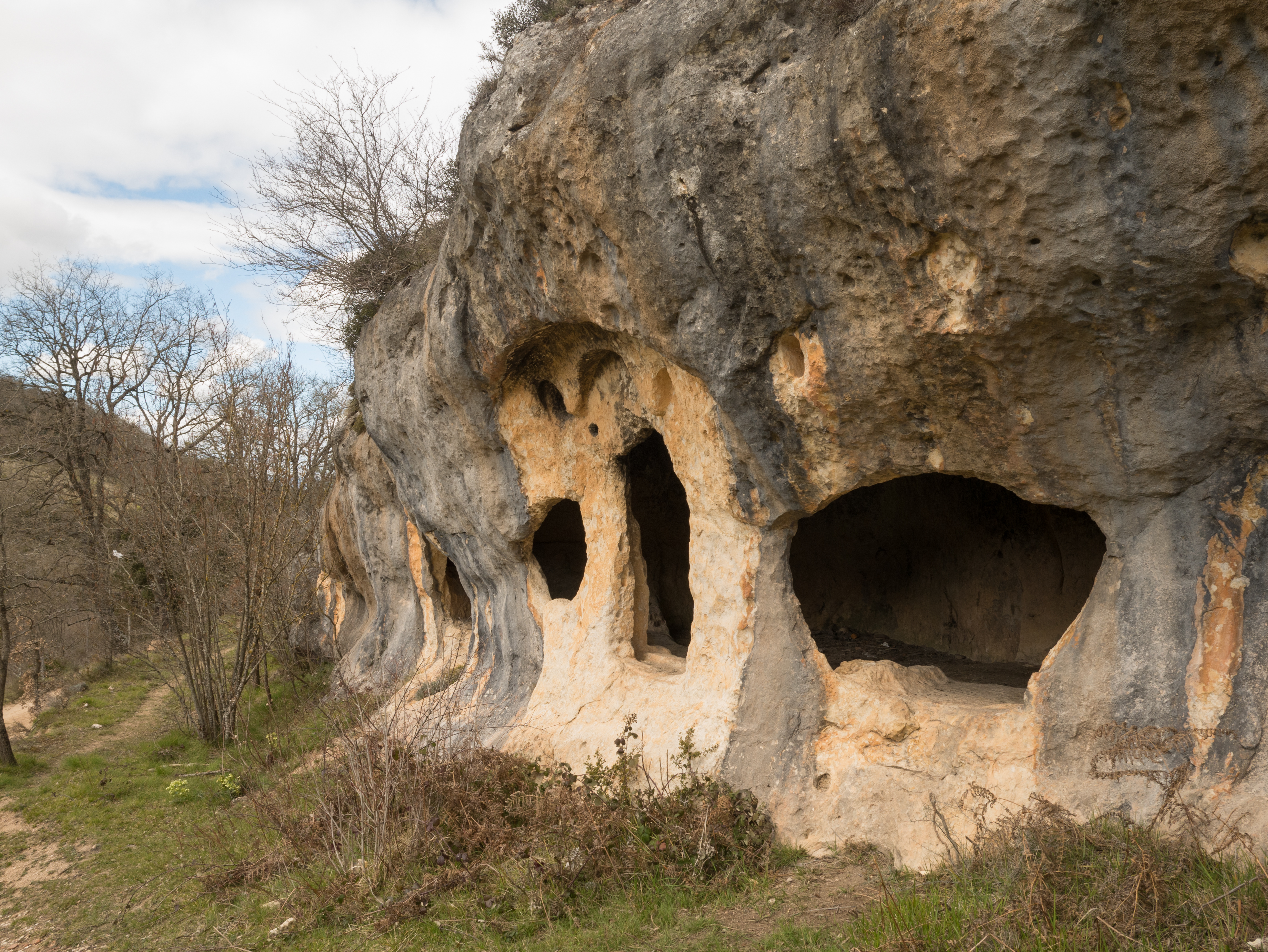
Grotte érémitique en Espagne.

Au Moyen Âge, est désigné sous le nom d'ermite, toute personne qui mène, seule ou au sein d'une petite communauté informelle, une vie religieuse austère à l'écart des villes. On trouve toutefois des ermites également dans ou à proximité des villes, où ils peuvent gagner leur vie en tant que gardien de porte ou passeur, ou au bord des rivières en tant que pontonniers percepteurs de péages. Au Xe siècle, Grimlaïc écrit une règle destinée aux ermites vivant dans une communauté monastique. Au XIe siècle, la vie de l'ermite est reconnue par l'Église comme une voie indépendante légitime vers le salut. De nombreux ermites, au cours de ce siècle et du suivant, sont considérés comme des saints.
L'érémitisme jouit d'un grand prestige, notamment auprès des populations de l'Italie centrale où les montagnes boisées, les grottes des reliefs calcaires et les collines escarpées offrent de nombreux sites favorables à sa pratique. Dès le XIe siècle, les ermitages se multiplient dans la dorsale des Apennins qui sert de frontière entre l'Ombrie et les Marches et se prolonge vers l'ouest jusqu'en Toscane. Ce sont des celle gravitant autour d'un établissement monastique, comme Camaldoli ou Fonte Avellana, ou de simples refuges pour des individus isolés vivant dans des grottes ou des maisonnettes comme à Monteluco près de Spolète. Dans les Pouilles, les influences byzantines maintiennent des traditions d'extrême rigueur ascétique.
Différents ordres érémitiques naissent à cette période : au XIIe siècle, Guillaume de Conchamp fonde l'abbaye de Fontdouce avec un ermite dénommé Aimar, monastère bénédictin dans lequel il se retire.
On trouve en 1130 un petit groupe d'ermites au hameau de Boscodon (actuel département des Hautes-Alpes, près d'Embrun), sur les terres du seigneur Guillaume de Montmirail. On ignore d'où ils venaient (peut-être de l'ermitage d'Oulx, en Piémont ?). Ils y construisent (ou ils y trouvent?) une toute petite chapelle dédiée à saint Marcellin, premier évêque d'Embrun, ainsi qu'un petit ermitage au Lavercq, en Ubaye. Bientôt (1142) ils seront rejoints et absorbés (probablement comme convers) par des moines venus de Chalais (Isère), qui construiront l'abbaye Notre-Dame de Boscodon. La chapelle Saint-Marcellin deviendra une sorte de crypte de la nouvelle abbatiale.

### De la Renaissance à nos jours

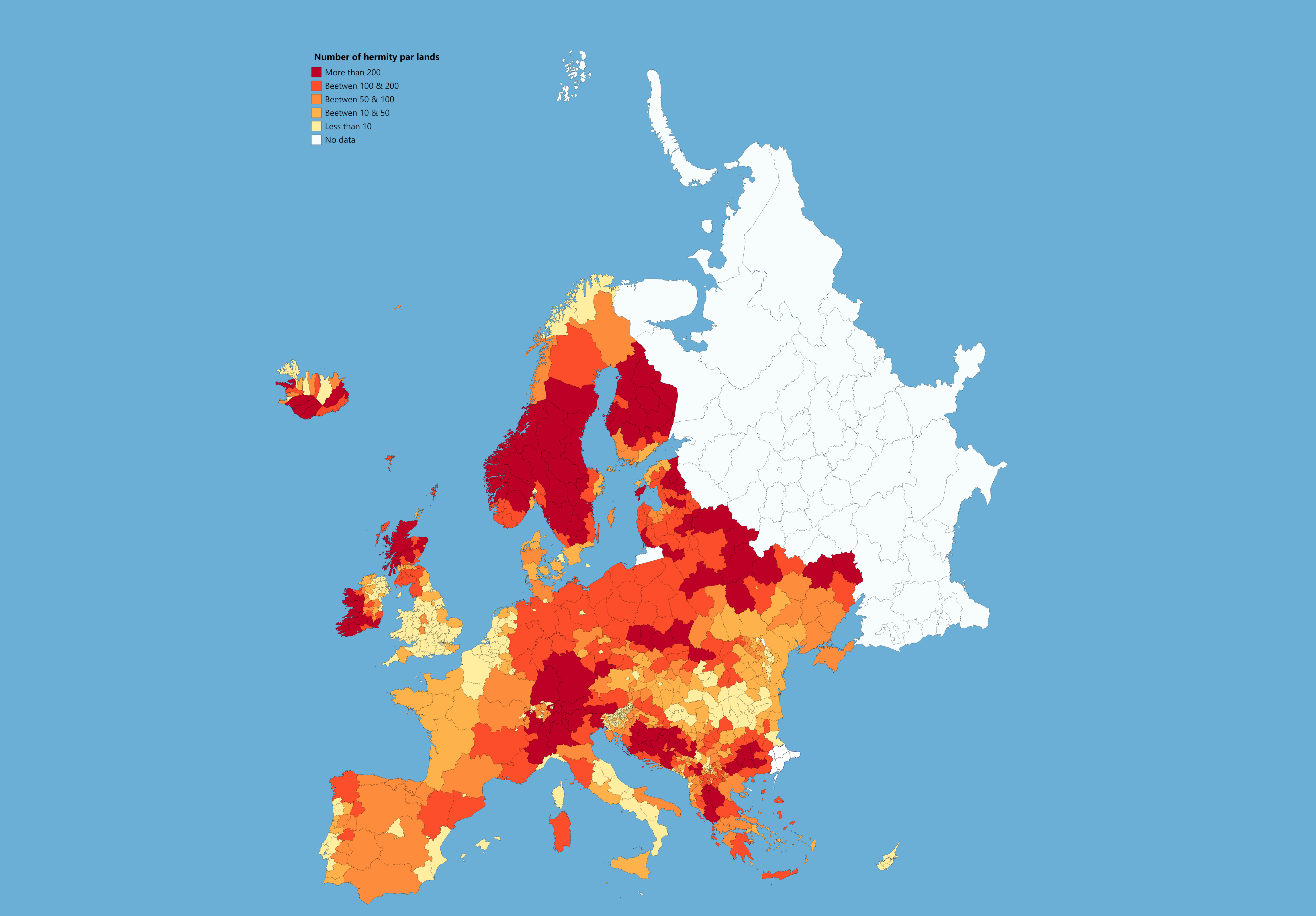
Estimation du nombre d'ermites par régions en Europe (UNSD demographics and social statistics).

L'érémitisme connait un renouveau à la fin des guerres de religion en France. Les plus célèbres ermites sont ceux du Mont-Valérien et de la forêt de Sénart. Ces communautés existent jusqu'à la Révolution française (cf. les travaux de J. Sainsaulieu). Au XXe siècle, Charles de Foucauld vit en ermite à Tamanrasset tout en ayant de nombreux contacts avec la population locale.
Au XVIIIe siècle, l'Europe connaît une mode de l'érémitisme non religieux tourné vers le pittoresque. Certains riches propriétaires font vivre dans leur domaine un ermite de jardin.

### Époque contemporaine

#### Catholicisme
Les catholiques qui souhaitent vivre dans le monachisme érémitique peuvent vivre cette vocation en ermite :
- dans un ordre érémitique, par exemple chartreux ou camaldule (dans ce dernier, les oblats affiliés peuvent aussi vivre en ermites),
- comme ermite diocésain sous la direction canonique de leur évêque (canon 603).

Des laïcs peuvent suivre un mode de vie érémitique de manière informelle et vivent principalement comme des solitaires. Tous les laïcs catholiques qui sentent que c'est leur vocation de se consacrer à Dieu dans une vie solitaire de prière, ne la perçoivent pas comme une vocation à une forme de vie consacrée. Un exemple en est la vie en tant que Poustinik, expression catholique orientale de la vie érémitique qui trouve des adhérents également en Occident.

##### Membres érémitiques des institutions religieuses

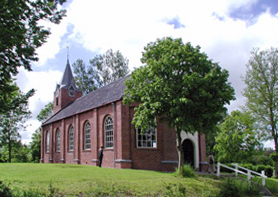
L'église de l'ermitage Kerkzomerpiep à Warfhuizen, Pays-Bas.

Dans l'Église catholique, les instituts de vie consacrée ont leurs propres règlements concernant ceux de leurs membres qui se sentent appelés par Dieu à passer de la vie en communauté à la vie érémitique, et qui ont la permission de leur supérieur religieux de le faire. Le Code de droit canonique (1983) ne contient aucune disposition particulière à leur égard. Ils restent membres de leur institut de vie consacrée et donc sous l'obéissance à leur supérieur religieux.
Les ordres chartreux et camaldules de moines et de nonnes conservent leur mode de vie d'origine comme essentiellement érémitique dans un contexte cénobitique, c'est-à-dire que les monastères de ces ordres sont en fait des groupes d'ermitages individuels où les moines et les nonnes passent leurs jours seuls avec des périodes relativement courtes de prière en commun.
D'autres ordres, essentiellement cénobitiques, notamment les trappistes, maintiennent une tradition selon laquelle des moines ou des nonnes ayant atteint un certain niveau de maturité au sein de la communauté peuvent poursuivre un mode de vie érémitique sur les terres du monastère sous la supervision de l'abbé ou de l'abbesse. Thomas Merton faisait partie des trappistes qui ont adopté ce mode de vie.

##### Ermites diocésains
La forme de vie érémitique ou anachorète chrétienne a précédé celle de membre d'une institution religieuse : les communautés monastiques et les institutions religieuses sont des développements ultérieurs de la vie monastique.
Afin de répondre aux demandes des hommes et des femmes qui ressentent une vocation à la vie érémitique, sans être ou devenir membre d'un institut de vie consacrée, mais qui souhaitent sa reconnaissance par l'Église catholique romaine comme une forme néanmoins de vie consacrée, le Code de droit canonique de 1983 légifère sur ce point dans la section sur la vie consacrée (canon 603). Le canon 603 §2 définit les conditions requises pour les ermites diocésains et le catéchisme de l'Église catholique du 11 octobre 1992 (§§ 918-921) commente la vie érémitique.
Les normes de l'Église catholique pour la vie érémitique et consacrée n'incluent pas les œuvres de miséricorde corporelles. Néanmoins, tout ermite, comme tout chrétien, est lié par la loi de charité et doit donc répondre généreusement, selon sa propre situation, face à un besoin spécifique d'œuvres de miséricorde corporelles. Les ermites sont également liés par la loi du travail. S'ils ne sont pas financièrement indépendants, ils peuvent s'engager dans des industries artisanales ou être employés à temps partiel dans des emplois qui respectent l'appel à vivre dans la solitude et le silence, avec des contacts extrêmement limités ou inexistants avec d'autres personnes. De tels emplois extérieurs ne peuvent pas les empêcher de respecter leurs obligations de vocation érémitique de séparation stricte du monde, de silence et de solitude conformément au canon 603 sous lequel ils ont fait leur vœu. Bien que le canon 603 ne prévoie aucune association d'ermites, celles-ci existent (par exemple les Ermites de Bethléem à Chester NJ et les Ermites de Saint Bruno aux États-Unis).

#### Anglicanisme
De nombreuses communautés et ordres religieux reconnus par l'Église anglicane prévoient que certains membres vivent en ermites, plus communément appelés « solitaires ». Une communauté de l'Église d'Angleterre, la Society of St. John the Evangelist, ne compte plus que des « solitaires » dans sa congrégation britannique. L'anglicanisme prévoit également que des hommes et des femmes cherchent à vivre une seule vie consacrée, après avoir prononcé leurs vœux devant leur évêque local ; beaucoup de ceux qui le font vivent comme des « solitaires ». Le Manuel de la vie religieuse, publié par le Conseil consultatif des relations entre les évêques et les communautés religieuses, contient une annexe régissant la sélection, la consécration et la gestion des « solitaires » vivant en dehors des communautés religieuses reconnues.
Dans le droit canonique de l'Église épiscopale (États-Unis), ceux qui font une demande à leur évêque diocésain et qui persévèrent dans le programme préparatoire requis par celui-ci, prononcent des vœux qui incluent le célibat à vie. On les appelle des « solitaires » plutôt que des ermites. Chacun choisit un évêque autre que son évêque diocésain comme ressource spirituelle supplémentaire et, si nécessaire, comme intermédiaire. Au début du XXIe siècle, l'Église d'Angleterre a signalé une augmentation notable du nombre de demandes de personnes cherchant à vivre la vie consacrée célibataire en tant qu'ermites ou « solitaires » anglicans.

#### France

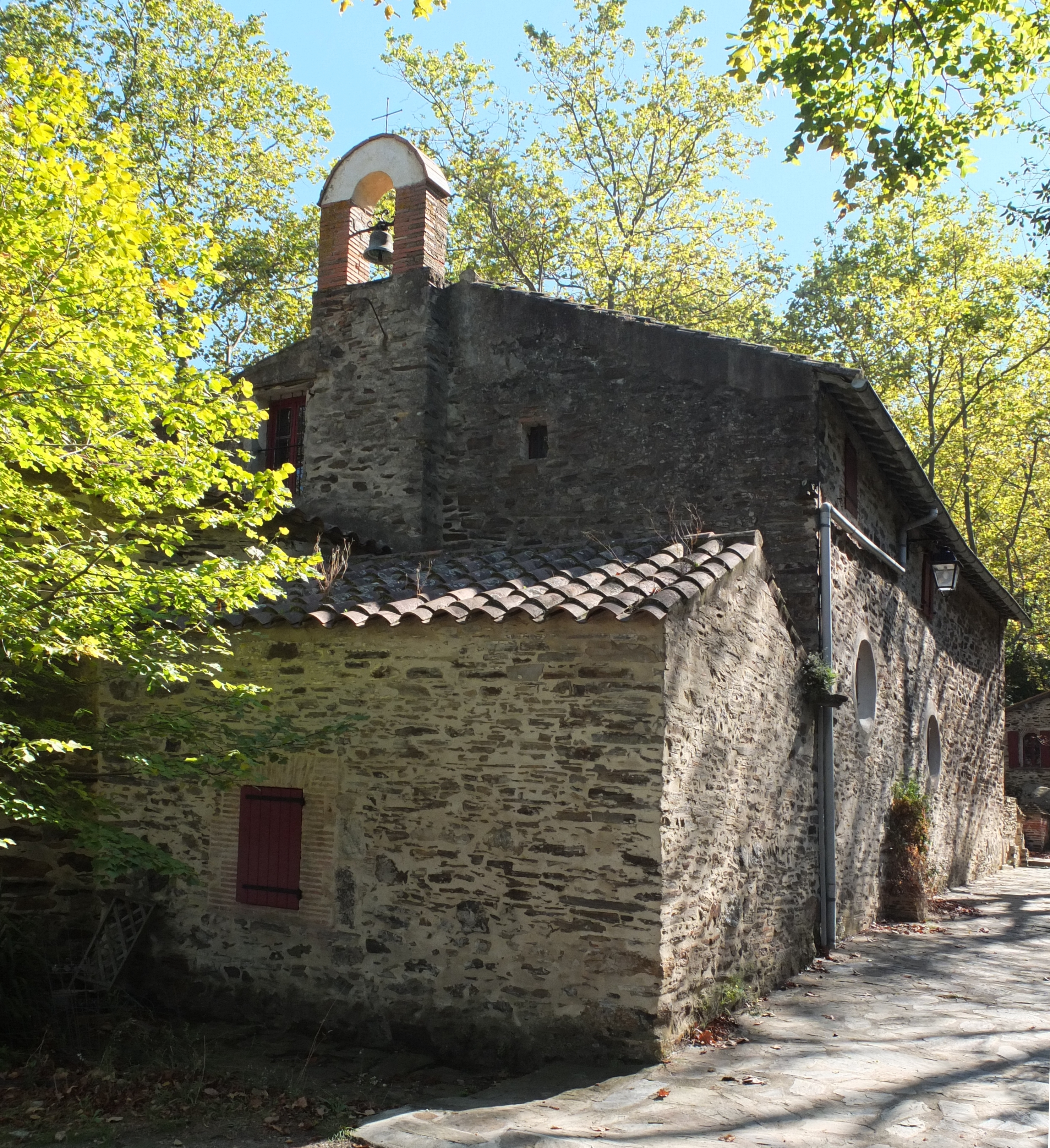
Ermitage Notre-Dame-de-la-Consolation à Collioure.

Les ermites recherchent généralement l'anonymat et la solitude, plus compatibles avec leur vocation et propices au recueillement. Il est ainsi difficile de connaître leur nombre. Cependant, un recensement informel récent estime qu'il se trouve dans l'Église catholique de France 200 à 300 ermites (hommes ou femmes) vivant sous la responsabilité directe d'un évêque,.
Le dernier recensement connu et fiable date de 1989. Il a été mené par le Comité Canonique Français des Religieux. Le rapport officiel date de 1993 et fait état de 118 ermites (39 hommes, 79 femmes). Il est avéré qu'au début du XXe siècle, il n'y eut pas ou peu d'ermites catholiques en Europe, et plus particulièrement en France. Qu'il y ait eu un renouveau de l'érémitisme après guerre, est aussi un fait incontestable. Le « renouveau érémitique » a bien eu lieu, mais il est aujourd'hui terminé. D'après une étude anthropologique de terrain menée dans plusieurs pays d'Europe de l'Ouest, les ermites catholiques sont pour la plupart en fin de vie, et la relève se fait attendre. Les réalités économiques sont la pierre d'achoppement principale. À titre d'exemple, un ermite termine son temps érémitique parce qu'il n'arrive plus à vivre de son artisanat et des honoraires de messe, un autre peut perdurer car son évêque lui permet de percevoir encore ses émoluments de prêtre diocésain, encore un autre (laïc diocésain) a pour une part le soutien de sa compagne fonctionnaire, un autre encore est pensionné, et un dernier a dû se résigner à accepter un travail rémunéré pour obtenir plus tard une pension minimale. Par ailleurs, les ermites actuels, quoique vieillissants, se révèlent pour la plupart autonomes, débrouillards et bricoleurs, et se contentent d'assez peu : ce qui n'est pas le cas semble-t-il pour les rares qui ont essayé de vivre dans la solitude au cours de ces dernières décennies. Pour ces raisons diverses, le chiffre de 200 à 300 ermites en France paraît démesuré, celui de 150 étant l'estimation globale du CCFR en 1989. Après contact notamment auprès de diverses institutions religieuses représentatives, le chiffre des ermites catholiques vingt ans après doit être encore moindre. Le fait actuel le plus important est que l'érémitisme catholique contemporain n'est pas en croissance.
Pendant 51 ans, de 1966 à 2017, le moine cistercien Frère Antoine a vécu dans une grotte de Roquebrune-sur-Argens.
En France des ermitages sont mis à la disposition de postulants, par l'évêché correspondant au lieu. Ils sont accordés selon la motivation et le parcours du ou de la future ermite (par exemple l'ermitage de Mane dans les Alpes-de-Haute-Provence). Cependant certains ermitages ne sont pas gérés par l'Église et relèvent d'autres procédures d'attribution.
Dans le protestantisme français, le pasteur Daniel Bourguet, de l’Église réformée de France, prieur de la Fraternité spirituelle des Veilleurs, vit en ermite aux abords des Abeillères, maison d'accueil spirituel de la Fraternité, à Saint-Jean-du-Gard.
Il existe également des ermites non attachés directement à une religion, comme Alain Carcenac, dont le squelette a été découvert dans une grotte le samedi 11 janvier 2014.

#### Orthodoxie orientale

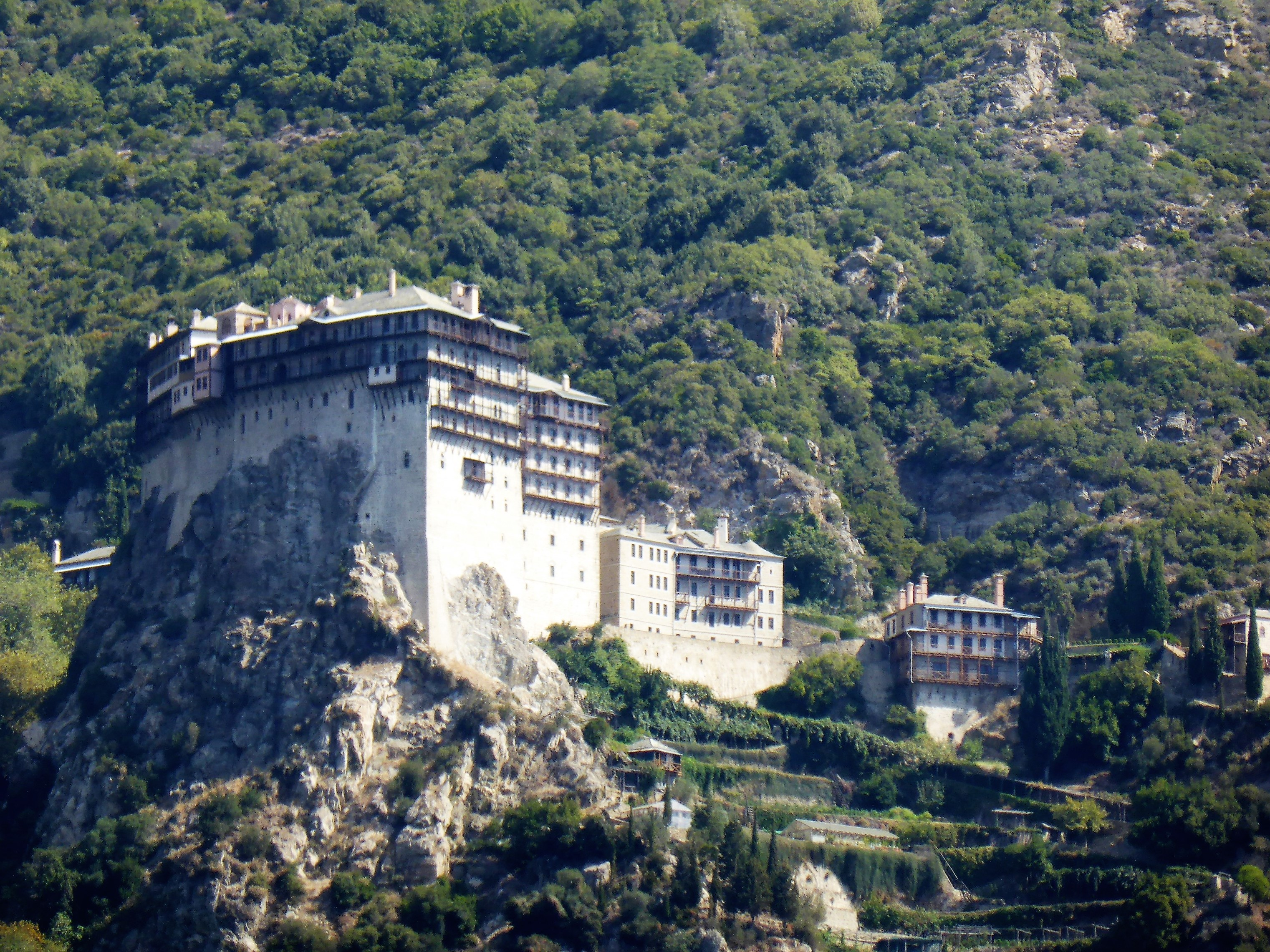
Mont Athos, monastère de Simonos Petras.

Dans l'Église orthodoxe russe et les Églises catholiques de rite oriental, les ermites vivent une vie de prière et de service à leur communauté à la manière chrétienne orientale traditionnelle des poustiniks. Le poustinik est un ermite accessible à tous ceux dans le besoin et à tout moment. Dans les églises chrétiennes orientales, une variante traditionnelle de la vie érémitique chrétienne est la vie semi-érémitique dans une laure ou un skite, historiquement à Ouadi Natroum dans le désert égyptien, et qui se poursuit aujourd'hui dans divers lieux, dont dans plusieurs régions du mont Athos.

## Érémitisme dans le monde

### Église d'Orient
L'Église d'Orient ne connaît que le monachisme. Entre moines et fidèles, il y a une différence d'intensité mais non de nature, les conseils évangéliques s'adressant à tous. 
Il arrive ainsi que des fidèles se retirent de la vie sociale (provisoirement ou définitivement) pour se consacrer entièrement à la vie spirituelle de façon solitaire. En Russie, ils sont appelés poustinikki ou poustinik, ce qui signifie ermite. La poustinia (ermitage du poustinik) est toujours ouverte aux gens qui désirent rencontrer l'ermite. En cas de besoin, celui-ci aidera volontiers les gens de la communauté, car il ne s'est pas retiré pour lui seul mais pour toute l'humanité. Le poustinik qui revient à la vie civile est reçu avec joie et attention car il fait part aux autres des fruits de sa rencontre avec Dieu dans la solitude.
Les moines athonites se retirent pour prier seuls dans des ermitages du mont Athos face à la mer, dans les Karoulies.

### Anachorètes d'Asie

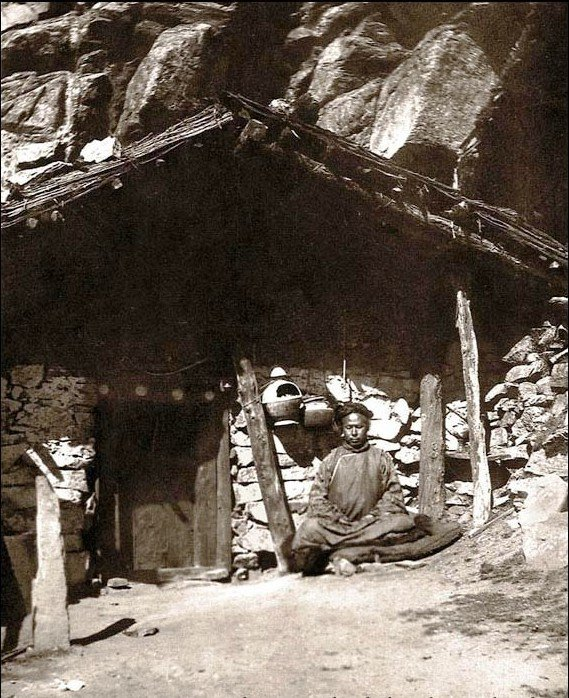
Lachen Gomchen Rinpoché.

L'érémitisme pour raison religieuse est pratiqué en Asie. Au Tibet, il est essentiellement pratiqué par des laïcs avant de s'étendre aux monastères. La branche des kagyu (une des quatre branches du bouddhisme tibétain) n'attribue le terme de Lama qu'après une retraite de 3 ans, 3 mois et 3 jours.
Le terme « anachorète » (du grec ἀναχωρέω anachōreō, signifiant « se retirer », « partir dans le pays en dehors de la ville ») est souvent utilisé comme synonyme d'ermite, non seulement dans les premières sources écrites, mais à travers les siècles. Pourtant, la vie anachorétique, tout en étant semblable à la vie érémitique, peut également en être distincte. Les anachorètes vivaient la vie religieuse dans la solitude d'un « ancrage » (ou « mouillage»), généralement une petite hutte ou « cellule », généralement construite contre une église. La porte d'un mouillage était souvent maçonnée lors d'une cérémonie dirigée par l'évêque local après que l'anachorète eut emménagé. Des églises médiévales subsistent qui ont une petite fenêtre (« strabisme ») construite dans le mur commun près du sanctuaire pour permettre à l'anachorète de participer à la liturgie en écoutant le service et de recevoir l'eucharistie. Une autre fenêtre donne sur la rue ou le cimetière, permettant aux proches de livrer de la nourriture et d'autres produits de première nécessité. Les personnes qui recherchent les conseils de l'anachorète, peuvent également utiliser cette fenêtre pour le consulter.
Les anachorètes, lamas, gomtchén (grand méditant - si bouddhiste, souvent formé à la grande école de « Gyud ») se retirent souvent dans des grottes de l'Himalaya, en haute altitude et difficiles d'accès (voir Dieux et démons des solitudes tibétaines - Alexandra David-Néel).
En Thaïlande, il existe des moines (bhikkhu, terme pāli) qui vivent en solitude dans un endroit isolé. Ils font partie du courant bouddhiste Theravāda (le Savoir des Anciens) considéré par certains comme étant strictement conforme à l'enseignement du Buddha historique. Ce ne sont ni les moines des villes, ni les moines de campagne, fussent-ils esseulés dans un village ou dans une bourgade, ni le moine itinérant dit thudong qui pratique seul son ascèse d'une région à une autre, ni même les moines de la forêt qui, au sein d'un monastère, certes résident isolés dans une hutte mais partagent et pratiquent néanmoins diverses activités et célébrations en groupe : ces démarches monastiques, différentes de celle d'un ermite, ont été explorées par des auteurs réputés. Esseulés et isolés en montagne ou en forêt, dans une hutte, dans une grotte ou dans un cimetière, les moines-ermites pratiquent la méditation et leur ascèse dans de rudes conditions matérielles. Leur lieu de silence se trouve le plus souvent en pleine jungle le long de la frontière birmane, sur les plateaux qui surplombent le Mékong ou dans l'ancien Triangle d'or. Ils vivent véritablement à l'écart de tout environnement social proche et prennent, pour la plupart d'entre eux, une distance certaine avec les observances monastiques de base (Jour du moine, Déclaration des manquements à la règle, Retraite de la saison des pluies). Ces bhikkhu se dénomment généralement phra yu ong diao, expression thaïe qui veut dire littéralement « moine qui réside seul ». En Thaïlande, ces moines-ermites forment une catégorie à part.

### Autres religions
D'un point de vue religieux, la vie solitaire est une forme d'ascèse, dans laquelle l'ermite renonce aux soucis et aux plaisirs du monde. Cela peut être fait pour de nombreuses raisons, notamment : se rapprocher de la ou des divinités qu'ils adorent ou vénèrent, consacrer leurs énergies à l'auto libération du saṃsāra, etc. Cette pratique apparaît également dans les anciennes traditions Śramaṇa, le bouddhisme, le jaïnisme, l' hindouisme, le kejawèn (religion traditionnelle javanaise) et le soufisme. Le taoïsme a également une longue histoire de figures ascétiques et érémitiques. Dans la vie érémitique ascétique, l'ermite recherche la solitude pour méditer, contempler, prier, pour la conscience de soi et le développement personnel sur les plans physique et mental, sans les distractions liées au contact avec la société humaine, le sexe, ou la nécessité de maintenir des normes socialement acceptables de propreté, d'habillement ou de communication. La discipline ascétique peut également inclure un régime simplifié et/ou un travail manuel comme moyen de soutien.

## Principaux ermites

### Église primitive et médiévale

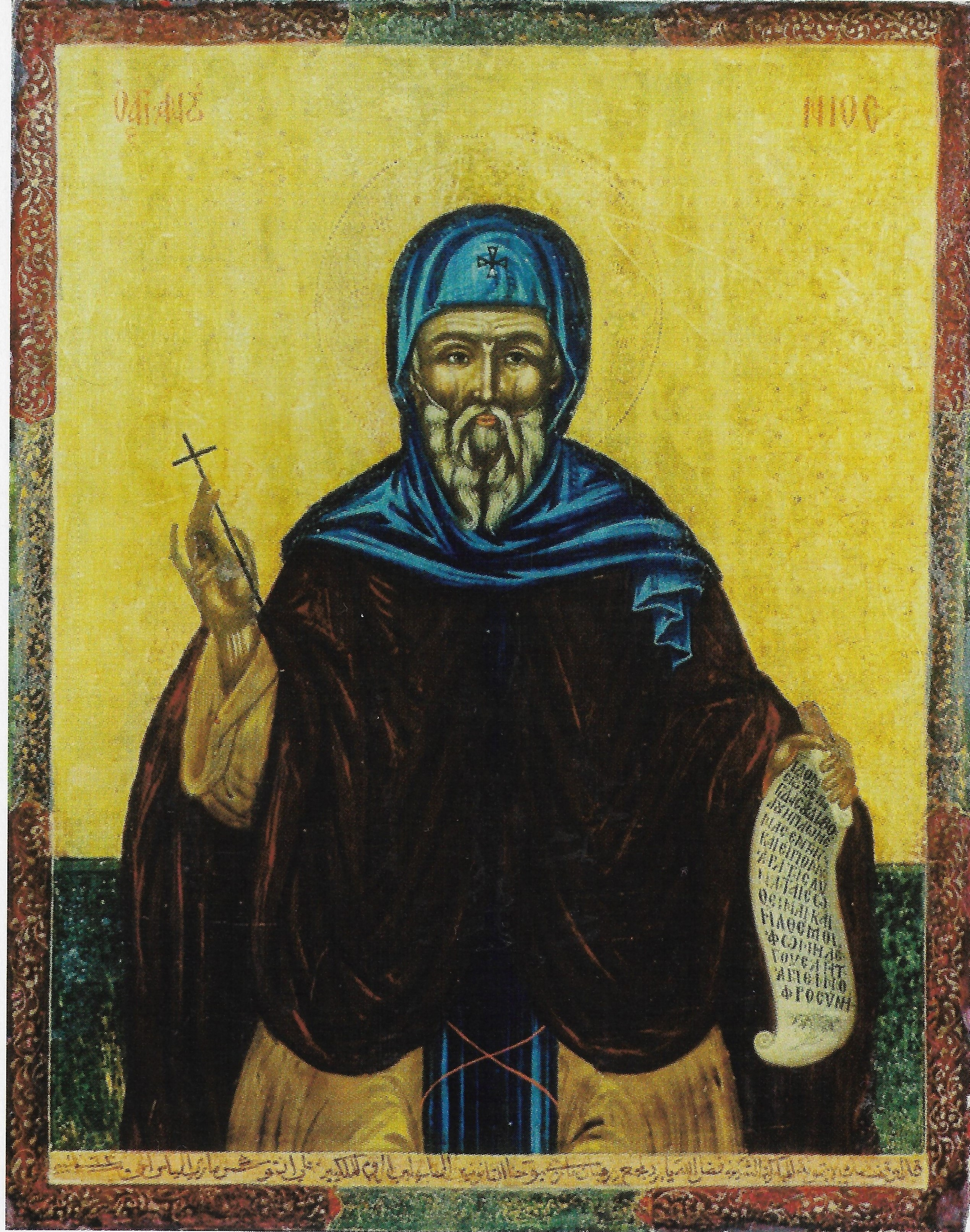
Antoine le Grand, icône, Liban.

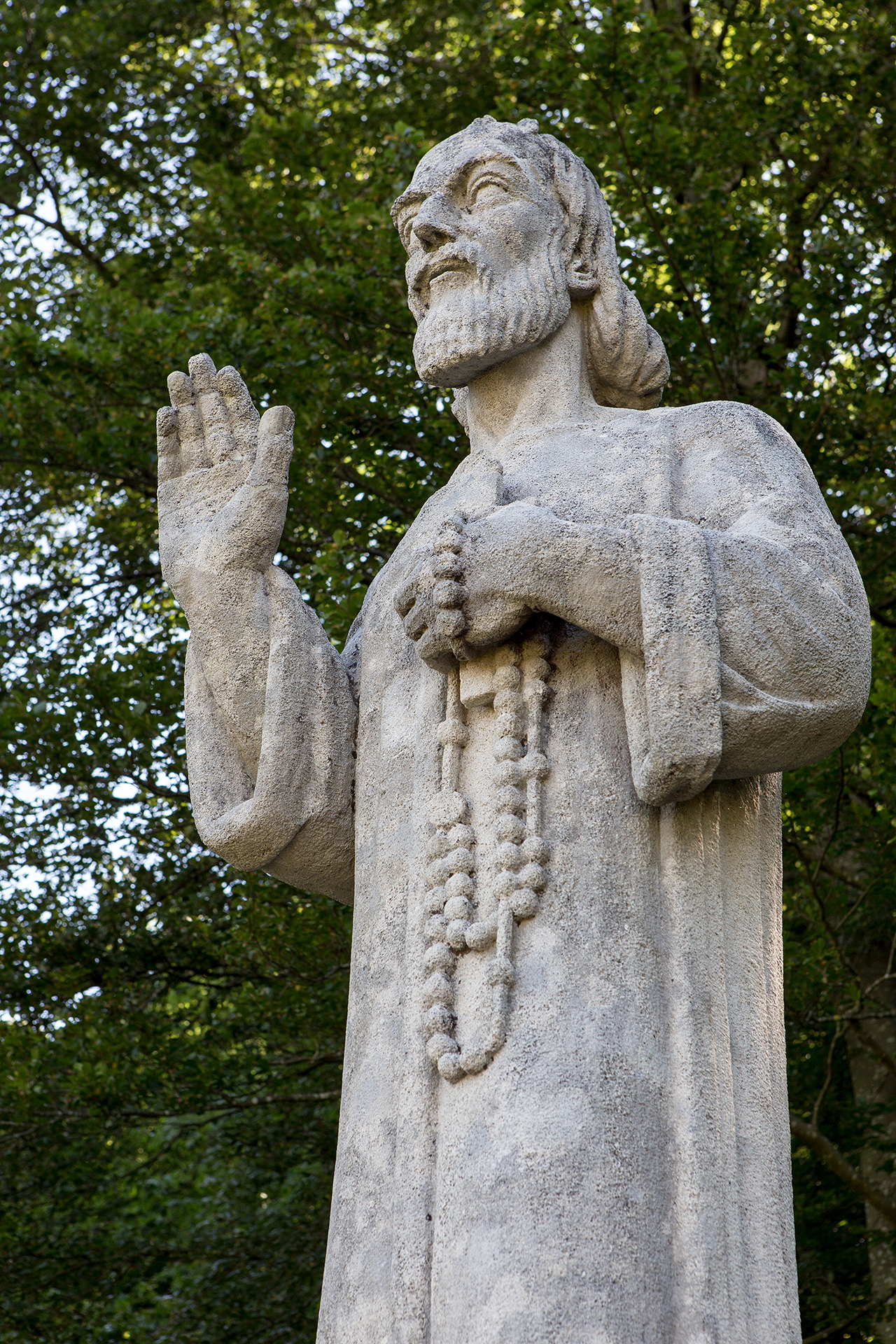
Statue de saint Nicolas de Flüe à Boncourt en Suisse.

- Paul de Thèbes, IVe siècle, Égypte, considéré par saint Jérôme comme le premier ermite[37]
- Antoine le Grand, IVe siècle, Égypte, Père du désert, considéré comme le fondateur du monachisme chrétien
- Macaire de Scété, IVe siècle, fondateur du monastère Saint-Macaire de Scété, auteur présumé des « Homélies spirituelles »
- Saint Jérôme, IVe siècle, région méditerranéenne, docteur de l'Église, considéré comme le père spirituel de l'ordre érémitique hiéronymite
- Syncletica d'Alexandrie, IVe siècle, Égypte, l'une des premières Mères du désert, ses maximes sont incluses dans les dictons des pères du désert
- Grégoire Ier l'Illuminateur, IVe siècle, a apporté la foi chrétienne en Arménie
- Marie l'Égyptienne, IVe / Ve siècle, Égypte et Transjordanie, pénitente
- Simeon le Stylite, IVe / Ve siècle, Syrie, « ermite du pilier »
- Sarah du Désert, Ve siècle, Égypte, l'une des mères du désert, ses maximes sont enregistrées dans les dictons des pères du désert
- Saint Benoît de Nursie, VIe siècle, Italie, auteur de la dite règle de saint Benoît, considéré comme le fondateur du monachisme occidental
- Kevin de Glendalough, VIe siècle, Irlande
- Saint Gall, VIIe siècle, Suisse, homonyme de la ville et du canton de Saint-Gall
- Herbert du Derwentwater, VIIe siècle, Angleterre
- Saint Romuald, Xe / XIe siècle, Italie, fondateur de l'ordre camaldule
- Guðríðr Þorbjarnardóttir, Xe / XIe siècle, Islande .
- Saint Bruno le Chartreux, XIe siècle, France, fondateur de l'ordre des Chartreux
- Pierre l'Ermite, XIe siècle, France, chef de la croisade populaire
- Bienheureux Eusèbe d'Esztergom, XIIIe siècle, Hongrie, le fondateur de l'Ordre des pères Paulins
- Bl. Gonçalo de Amarante, XIIIe siècle, Portugal, moine dominicain
- Richard Rolle de Hampole, XIIIe siècle, Angleterre, écrivain religieux
- Serge de Radonège, XIVe siècle
- Nicolas de Flue, XVe siècle, saint patron de la Suisse
- Julien de Norwich, XVe siècle, Angleterre, anachorète
- Saint Juan Diego Cuauhtlatoatzin, 1474-1548, Mexique, visionnaire de l'apparition de Notre-Dame de Guadalupe

### Temps modernes
Membres d'ordres religieux :

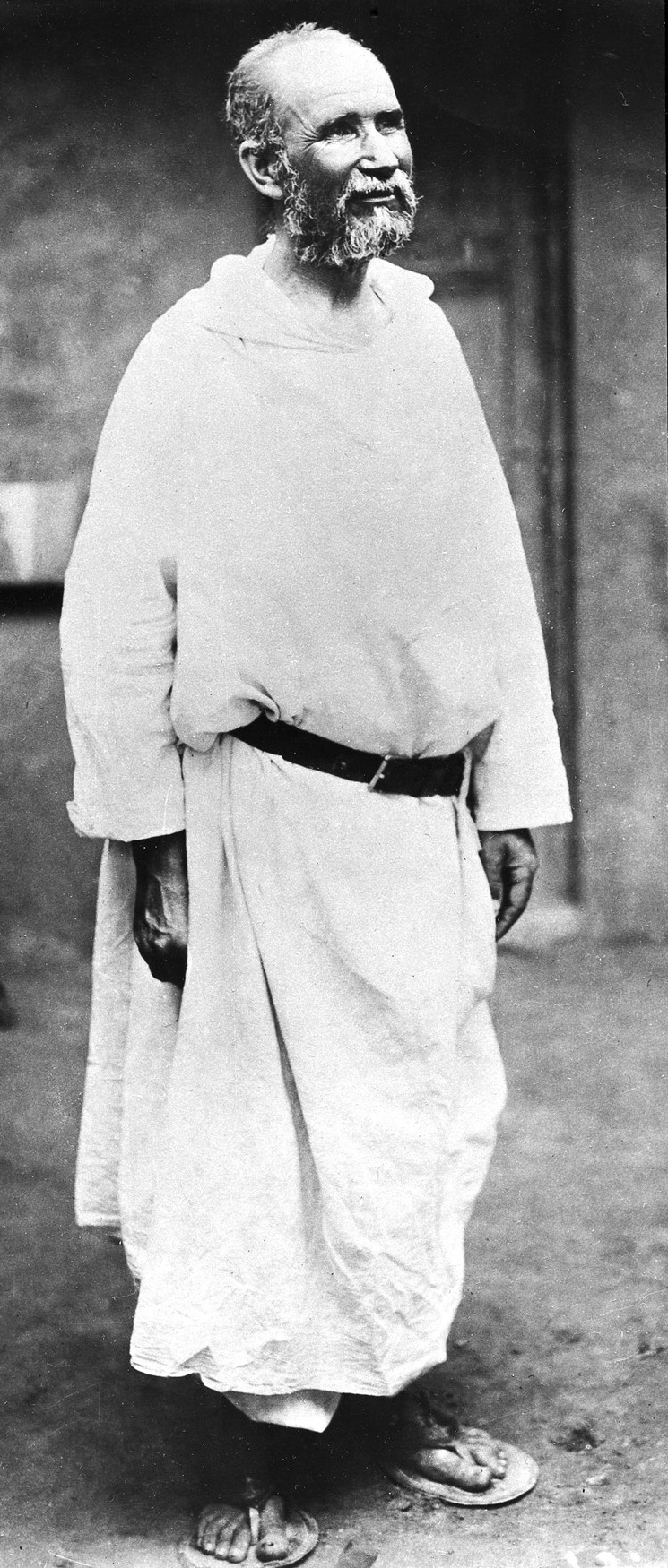
Dernière photo de Charles de Foucauld (1858-1916) vivant.

- Thomas Merton, moine trappiste du XXe siècle, écrivain spirituel
- Germain d'Alaska, XVIIIe siècle
- Séraphin de Sarov, XVIIIe / XIXe siècle

Ermites diocésains selon le canon 603 :
- Sr Scholastica Egan, écrivain sur la vocation érémitique
- Sr Laurel M O'Neal, Er Dio, directeur spirituel, écrivain sur la vie érémitique
- Père Vincenzo Ginex (Dom. Ugo-Maria), Er Dio, fondateur des Ermites de Saint Bruno
- Ermites de Bethléem, Chester, NJ (Lavra moderne)

- Louis Chauvel de nom monastique "Frère Antoine" a vécu dans une grotte de Roquebrune-sur-Argens entre 1966 et 2017, décédé en 2021 à l'âge de 98 ans. Il est l'auteur de nombreux ouvrages traitant son mode de vie.

Autres :
- Jeanne Le Ber, recluse catholique canadienne des XVIIe et XVIIIe siècles, a inspiré la fondation de l'Ordre des religieuses des Recluses Sisters/Les Sœurs Recluses
- Sœur Wendy Beckett, d'abord rattachée aux Sœurs de Notre-Dame de Namur, depuis 1970 également vierge consacrée, vit dans la « solitude monastique »; historienne d'art
- Catherine de Hueck Doherty, poustinik, fondatrice de la Maison de la Madone
- Charles de Foucauld, XIXe / XXe siècle, ancien moine trappiste, a inspiré la fondation des Petits Frères de Jésus
- Jan Tyranowski, mentor spirituel du jeune Karol Wojtyla, qui deviendra le pape Jean-Paul II
- Fraternité spirituelle des Veilleurs, fraternité érémitique protestante française contemporaine.
- Famille Lykov, famille de la branche dissidente orthodoxe des vieux-croyants ayant décidé, dans les années 1930, de fuir leur village pour aller vivre dans le dénuement le plus total au fin fond de la taïga. Ils furent retrouvés par hasard près de quarante ans plus tard par une équipe de géologues russes[38].

### Ermites notables des autres religions

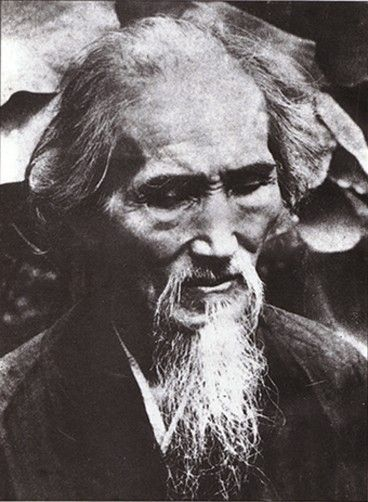
Xuyun, célèbre ermite bouddhiste chán.

- Lao Tseu, auteur du célèbre Dao Tde jing et fondateur du taoïsme philosophique, qui est connu pour avoir passé ses derniers jours en ermite.
- Zhang Daoling, fondateur de Tianshi Dao, a pris sa retraite et a mené une vie recluse au mont Beimang, où il a pratiqué les méthodes taoïstes pour atteindre la longévité.
- U Khandi, figure religieuse birmane qui vivait comme un ermite et méditait sur les collines de Mandalay Thakho et Shwe-myin-tin.
- Ajahn Mun Bhuridatta Thera, qui est reconnu pour avoir établi les Moines de la forêt, a passé sa vie monastique à errer à travers la Thaïlande, la Birmanie et le Laos, vivant principalement dans la forêt, engagé dans la pratique de la méditation.
- Luang Pu Waen Suciṇṇo, moine très respecté des Moines de la forêt, qui vivait et pratiquait seul dans les forêts, préférant l'isolement.
- Nyanatiloka Mahathera, l'un des premiers moines bouddhistes occidentaux et fondateur de l'île Hermitage.
- Ajahn Jayasāro, disciple notable d'Ajahn Chah, vivant seul au Janamāra Hermitage.
- Yoshida Kenkō, écrivain japonais et moine bouddhiste.
- Xuyun, célèbre moine bouddhiste Ch'an à l'époque de la Chine moderne.
- Hanshan, ermite et poète bouddhiste / taoïste.
- Lin Bu (林 逋), poète de la dynastie Song qui a passé une grande partie de sa vie tardive dans la solitude, tout en admirant les abricotiers du Japon, dans un chalet au bord du lac de l'Ouest à Hangzhou[39].
- Ramana Maharshi, célèbre philosophe et saint hindou qui a médité pendant plusieurs années dans et autour du temple à flanc de colline à Thiruvannamalai dans le sud de l'Inde.
- Baal Shem Tov, fondateur du hassidisme, a vécu pendant de nombreuses années en ermite dans les Carpates.
- Le rabbin Nachman de Bratzlav, arrière-petit-fils du Baal Shem Tov, a également passé beaucoup de temps dans l'isolement et a demandé à ses disciples de réserver au moins une heure par jour pour la contemplation et la prière dans l'isolement. Certains adeptes du rabbin Nachman se sont consacrés à l'isolement, comme le rabbin Shmuel de Dashev et deux générations plus tard, le rabbin Abraham Chazan.
- Le rabbin Yosef Yozel Horowitz, connu sous le nom de « Alter (ancien) de Novardok », a succédé à son maître rabbin Israel de Salant en diffusant les enseignements piétistes du mouvement du Moussar lituanien. Lui aussi passa beaucoup de temps dans l'isolement, y compris un an pendant lequel il se confina dans une pièce scellée, fréquenté par quelques adeptes dévoués.

## En littérature

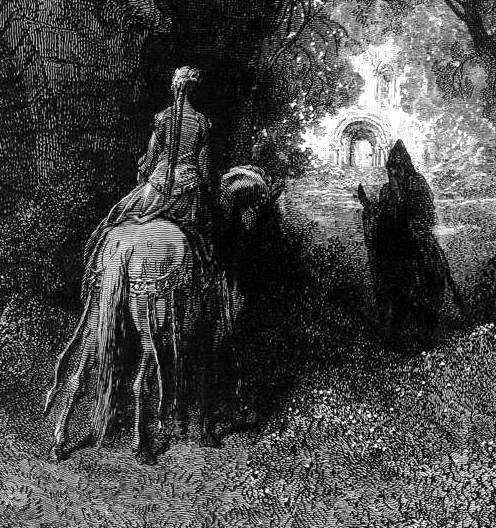
Illustration dOrlando Furioso de L'Arioste, Angelica rencontre un ermite, Gustave Doré.

- Dans les romans médiévaux, le chevalier errant rencontre fréquemment des ermites dans sa quête. Ce personnage, généralement un vieil homme sage, le conseille. Les chevaliers à la recherche du Saint Graal, en particulier, apprennent d'un ermite les erreurs dont ils doivent se repentir et la signification de leurs rencontres, rêves et visions[40]. Les sorciers maléfiques se faisaient parfois passer pour des ermites, pour expliquer leur présence dans la nature et attirer les héros avec un faux sentiment de sécurité. Dans La Reine des fées d'Edmund Spenser, les deux se produisent : le chevalier en quête rencontre un bon ermite, et le sorcier Archimago se fait passer pour un ermite[41]. Ces ermites sont parfois aussi végétariens pour des raisons ascétiques, comme suggéré dans un passage de Le Morte d'Arthur de Sir Thomas Malory : « Puis partirent Gawain et Ector aussi lourds (tristes) qu'ils pourraient pour leur mésaventure, et ainsi de suite. chevauchaient jusqu'à ce qu'ils arrivaient à la montagne accidentée, et là, ils attachaient leurs chevaux et allaient à pied à l'ermitage. Et quand ils furent montés, ils virent une pauvre maison, et à côté de la chapelle une petite courelle, où Nacien l'ermite ramassait des moûts (légumes), comme il n'avait goûté aucune autre viande (nourriture) »[42]. La pratique du végétarisme peut également avoir existé parmi les ermites médiévaux réels, en dehors de la littérature.
- Des ermites apparaissent dans quelques-unes des histoires du Decaméron de Boccace. L'une des histoires les plus célèbres, la dixième histoire du troisième jour, implique la séduction d'une jeune fille par un ermite dans le désert près de Gafsa. Cette histoire a été jugé si obscène qu'elle n'a été traduite en anglais qu'au XXe siècle.
- Le Père Serge est une nouvelle célèbre de l'auteur russe Léon Tolstoï écrite en 1885 et publiée pour la première fois en 1886, avec sa fin choc, mettant en vedette trois ermites comme personnages principaux. Le personnage principal est un noble russe qui se tourne vers une vie religieuse solitaire et devient un ermite après avoir appris que sa fiancée était une maîtresse abandonnée du tsar.
- Friedrich Nietzsche, dans son œuvre Ainsi parlait Zarathoustra, a créé le personnage de l'ermite Zarathoustra (du nom du prophète zoroastrien Zoroastre ), qui émerge de l'isolement pour vanter sa philosophie au reste de l'humanité.

### Source de traduction
- (en) Cet article est partiellement ou en totalité issu de l’article de Wikipédia en anglais intitulé « Hermit » (voir la liste des auteurs).